# Riku Riski
Riku Riski (Askainen, Finlandia, 16 de agosto de 1989) es un futbolista finlandés. Juega de delantero y su equipo es el TPS Turku de la Ykkönen.

## Selección nacional
| Selección              | Año       | Partidos | Goles |
| ---------------------- | --------- | -------- | ----- |
| Selección de Finlandia | 2011-2017 | 27       | 4     |
| Selección sub-21       | 2011      | 6        | 1     |

## Clubes
| Club                         | País      | Año       |
| ---------------------------- | --------- | --------- |
| TPS Turku                    | Finlandia | 2006-2010 |
| Widzew Łódź                  | Polonia   | 2011-2012 |
| Örebro SK (cedido)           | Suecia    | 2011      |
| Hønefoss BK                  | Noruega   | 2012-2013 |
| Rosenborg BK                 | Noruega   | 2014-2016 |
| IFK Göteborg (cedido)        | Suecia    | 2015      |
| Dundee United F. C. (cedido) | Escocia   | 2016      |
| Odd                          | Noruega   | 2016-2018 |
| HJK Helsinki                 | Finlandia | 2018-2022 |
| TPS Turku                    | Finlandia | 2023-     |

## Palmarés

### Títulos nacionales
| Título            | Club         | País      | Año  |
| ----------------- | ------------ | --------- | ---- |
| Copa de Finlandia | TPS Turku    | Finlandia | 2010 |
| Veikkausliiga     | HJK Helsinki | Finlandia | 2018 |
| Copa de Finlandia | HJK Helsinki | Finlandia | 2020 |
| Veikkausliiga     | HJK Helsinki | Finlandia | 2020 |
| Veikkausliiga     | HJK Helsinki | Finlandia | 2021 |
| Veikkausliiga     | HJK Helsinki | Finlandia | 2022 |